# Труфанов, Михаил Павлович
Михаил Павлович Труфанов (22 ноября 1921, Нижние Пены, Курская губерния — 24 апреля 1988, Ленинград) — советский живописец, заслуженный художник РСФСР, член Ленинградской организации Союза художников РСФСР.

## Биография
Михаил Павлович Труфанов родился 22 ноября 1921 года в селе Нижние Пены Курской губернии. В 1930 году после смерти отца переехал с матерью к родственникам в Донбасс в индустриальный город Макеевку, расположенный в 25 километрах от Донецка. Здесь прошли детские и юношеские годы Труфанова, здесь в 1937 году он окончил восемь классов макеевской средней школы № 6. Впечатления тех лет повлияли на формирование молодого художника и выбор в последующем главной темы его творчества.
В 1937—1940 годах Труфанов занимался в Одесском Художественном училище. В 1940 был призван в Красную Армию. С первых месяцев Великой Отечественной войны участвовал в боевых действиях. В 1941 и 1943 годах трижды был ранен. Участвовал в боях под Киевом, На Орловско-Курской дуге. В 1944 демобилизовался как инвалид войны в звании старшего сержанта. Отмечен медалями «За отвагу», «За боевые заслуги», «За победу над Германией». После демобилизации вернулся к учёбе и в 1945 окончил Одесское художественное училище. В том же году приехал в Ленинград и поступил на первый курс живописного факультета ЛИЖСА имени И. Е. Репина. Занимался у Бориса Фогеля, Леонида Овсянникова, Александра Зайцева, Бориса Иогансона.
В 1951 г. Труфанов окончил институт по мастерской профессора Бориса Иогансона с присвоением квалификации художника живописи. Дипломная работа — картина «В штабе Ковпака». В одном выпуске с Труфановым институт окончили Николай Баскаков, Алексей Ерёмин, Михаил Канеев, Майя Копытцева, Анатолий Левитин, Авенир Пархоменко, Арсений Семёнов, Борис Угаров и другие в будущем известные художники.
Участвовал в выставках с 1951 года, экспонируя свои работы вместе с произведениями ведущих мастеров изобразительного искусства Ленинграда. Писал портреты, жанровые и тематические картины, пейзажи, натюрморты, этюды с натуры. В 1952 был принят в члены Ленинградского Союза художников. Широкую известность Труфанову принесла картина «Горновой» (1955, Государственная Третьяковская галерея). Персональная выставка произведений художника была показана в Ленинграде в 1986 году.
С картиной «Горновой» и другими произведениями Труфанова связано утверждение в советской живописи 1950-х годов нового образа рабочего человека. Эти работы, воплотившие собирательный образ доменщиков, шахтёров, сталеваров, принесли автору заслуженное признание. Среди произведений, созданных художником, картины «Горновой» (1955), «Шахтёр», «Зимка» (обе 1956), «Доменщики», «Сталевар» (обе 1957), «Портрет народного артиста СССР Л. С. Вивьена», «Женский портрет», «Портрет студентки» (все 1958), «Портрет шахтёра», «Молодой шахтёр», «Шахтёр» (все 1959), «Девушки Донбасса», «За книгой», «Шахтёрка», «Чёрная речка», «В мастерской» (все 1961), «Горняки», «В Москву», «Гурзуф», «Дикий пляж» (все 1962), «Портрет В. И. Короткова, фрезеровщика завода Русский дизель», «Портрет поэта А. А. Прокофьева», «Портрет Ф. Ф. Мельникова» (все 1964), «Пляж в Евпатории» (1965), «Фронт здесь», «В пути» (обе 1967), «Натюрморт», «Женский портрет», «Портрет художника Оганесова» (все 1968), «Портрет Б. Т. Штоколова» (1971), «Горняки Северного Урала», «Пирс», «Пляж» (все 1972), «Портрет рабочего Кировского завода В. С. Кузнецова» (1974), «Металлурги», «Северное озеро» (обе 1975), «Люди Малой земли» (1980) и другие. В 1963 году Михаил Труфанов был удостоен почётного звания Заслуженный художник РСФСР.
Скончался 24 апреля 1988 года в Ленинграде на 67-м году жизни. 
Произведения М. П. Труфанова находятся в Государственном Русском музее, Государственной Третьяковской галерее, в музеях и частных собраниях в России, Великобритании, Франции, США, Италии и других странах.

Могила Труфанова на Ново-Волковском кладбибще Санкт-Петербурга.

## Выставки
- 1951 год (Ленинград): Выставка дипломных работ выпускников ЛИЖСА имени И. Е. Репина 1951 года.
- 1956 год (Ленинград): Осенняя выставка произведений ленинградских художников 1956 года.
- 1957 год (Ленинград): Юбилейная выставка «200 лет Академии художеств СССР».
- 1957 год (Москва): Всесоюзная художественная выставка, посвящённая 40-летию Великой Октябрьской социалистической революции.
- 1958 год (Москва): Выставка произведений изобразительного искусства художников социалистических стран.
- 1958 год (Ленинград): Осенняя выставка произведений ленинградских художников 1958 года.
- 1958 год (Москва): Юбилейная выставка «200 лет Академии художеств СССР».
- 1960 год (Ленинград): Выставка произведений ленинградских художников 1960 года в Государственном Русском музее.
- 1960 год (Москва): Советская Россия. Республиканская художественная выставка 1960 года.
- 1961 год (Ленинград): Выставка произведений ленинградских художников 1961 года в Государственном Русском музее.
- 1962 год (Ленинград): Осенняя выставка произведений ленинградских художников 1962 года.
- 1964 год (Ленинград): Ленинград. Зональная выставка произведений ленинградских художников 1964 года.
- 1965 год (Москва): Советская Россия. Вторая Республиканская художественная выставка 1965 года.
- 1967 год (Москва): Советская Россия. Третья Республиканская художественная выставка 1967 года.
- 1968 год (Москва): Всесоюзная художественная выставка «На страже Родины», посвящённая 50-летию Вооруженных сил СССР.
- 1968 год (Ленинград): Осенняя выставка произведений ленинградских художников 1968 года.
- 1971 год (Ленинград): Наш современник. Каталог выставки произведений ленинградских художников 1971 года.
- 1972 год (Ленинград): По Родной стране. Выставка произведений ленинградских художников 1972 года, посвящённая 50-летию образования СССР.
- 1975 год (Ленинград): Наш современник. Зональная выставка произведений ленинградских художников 1975 года.
- 1975 год (Москва): Советская Россия. Пятая республиканская художественная выставка 1975 года.
- 1976 год (Москва): Изобразительное искусство Ленинграда. Ретроспективная выставка произведений ленинградских художников.
- 1979 год (Ленинград): Выставка произведений художников — ветеранов Великой Отечественной войны.
- 1980 год (Ленинград): Зональная выставка произведений ленинградских художников 1980 года.
- 1980 год (Ленинград): Выставка «Петербург — Петроград — Ленинград в произведениях русских и советских художников».
- 1985 год (Ленинград): 40 лет Великой победы. Выставка произведений художников — ветеранов Великой Отечественной войны.
- 1987 год (Ленинград): Выставка произведений художников — ветеранов Великой Отечественной войны.
- 1993 год (Санкт-Петербург): Выставка произведений художников — участников Великой Отечественной войны Санкт-Петербургского Союза художников России.
- 1995 год (Санкт-Петербург): 50-летию Великой Победы посвящается. Выставка произведений петербургских художников.
- 1997 год (Санкт-Петербург): Выставка «Связь времён. 1932—1997. Художники — члены Санкт-Петербургского Союза художников России. К 65-летию Санкт-Петербургского Союза художников» в ЦВЗ «Манеж».
- 1998 год (Санкт-Петербург): Выставка произведений художников — ветеранов Великой Отечественной войны.